# Lijst van 3FM Megahits in 2003
Deze hits waren in 2003 3FM Megahit op 3FM:
| Nr. | Week    | Artiest                                              | Titel                                                | Hoogste positie in de Mega Top 50                    |
| --- | ------- | ---------------------------------------------------- | ---------------------------------------------------- | ---------------------------------------------------- |
| 508 | Week 1  | Kelly Rowland                                        | Stole                                                | 10                                                   |
| 509 | Week 2  | Justin Timberlake                                    | Cry Me a River                                       | 6                                                    |
| 510 | Week 3  | Panjabi MC                                           | Mundian to bach ke                                   | 10                                                   |
| 511 | Week 4  | Stone Sour                                           | Bother                                               | 40                                                   |
| 512 | Week 5  | Christina Aguilera                                   | Beautiful                                            | 4                                                    |
| 513 | Week 6  | Tenacious D                                          | Tribute                                              | 26                                                   |
| 514 | Week 7  | Good Charlotte                                       | Lifestyles of the Rich and Famous                    | 23                                                   |
| 515 | Week 8  | Jennifer Love Hewitt                                 | Can I go now?                                        | 26                                                   |
| 516 | Week 9  | B2K & P. Diddy                                       | Bump, bump, bump                                     | 8                                                    |
| 517 | Week 10 | Red Hot Chili Peppers                                | Can't Stop                                           | geen notering                                        |
| 518 | Week 11 | Linkin Park                                          | Somewhere I Belong                                   | 14                                                   |
| 519 | Week 12 | Silkstone                                            | What's the reason?                                   | geen notering                                        |
| 520 | Week 13 | 50 Cent                                              | In da Club                                           | 2                                                    |
| 521 | Week 14 | Busted                                               | Year 3000                                            | 7                                                    |
| 522 | Week 15 | The Roots & Cody ChesnuTT                            | The Seed (2.0)                                       | 31                                                   |
| 523 | Week 16 | Evanescence                                          | Bring me to life                                     | 10                                                   |
| 524 | Week 17 | DI-RECT                                              | She                                                  | 3                                                    |
| 525 | Week 18 | Kelly Rowland                                        | Can't Nobody                                         | 24                                                   |
| 526 | Week 19 | Live                                                 | Heaven                                               | 30                                                   |
| -   | Week 20 | Geen 3FM Megahit in verband met de 90's Request-week | Geen 3FM Megahit in verband met de 90's Request-week | Geen 3FM Megahit in verband met de 90's Request-week |
| 527 | Week 21 | Sean Paul                                            | Get Busy                                             | 1(1wk)                                               |
| 528 | Week 22 | Ginuwine                                             | Hell yeah!                                           | 38                                                   |
| 529 | Week 23 | The White Stripes                                    | Seven Nation Army                                    | 42                                                   |
| 530 | Week 24 | Wayne Wonder                                         | No letting go                                        | 3                                                    |
| 531 | Week 25 | Beyoncé & Jay-Z                                      | Crazy in Love                                        | 2                                                    |
| 532 | Week 26 | Kane & Ilse DeLange                                  | Before You Let Me Go                                 | 3                                                    |
| 533 | Week 27 | P!nk & William Orbit                                 | Feel good time                                       | 18                                                   |
| 534 | Week 28 | Pharrell Williams & Jay-Z                            | Frontin'                                             | 21                                                   |
| 535 | Week 29 | Stacie Orrico                                        | Stuck                                                | 4                                                    |
| 536 | Week 30 | Futureshock & Ben Onono                              | On My Mind                                           | 40                                                   |
| 537 | Week 31 | Lumidee                                              | Never Leave You (Uh Oooh, Uh Oooh)                   | 1(2wk)                                               |
| 538 | Week 32 | Jason Nevins, U.K.N.Y. & Holly James                 | I'm in heaven                                        | 34                                                   |
| 539 | Week 33 | Outlandish                                           | Aïcha                                                | 2                                                    |
| 540 | Week 34 | The Black Eyed Peas                                  | Where Is the Love?                                   | 1(1wk)                                               |
| 541 | Week 35 | Kelly Clarkson                                       | Miss Independent                                     | 27                                                   |
| 542 | Week 36 | The Rasmus                                           | In the Shadows                                       | 6                                                    |
| 543 | Week 37 | Muse                                                 | Time Is Running Out                                  | 50                                                   |
| 544 | Week 38 | Jaimeson                                             | Complete                                             | geen notering                                        |
| 545 | Week 39 | Tiësto                                               | Traffic                                              | 1(1wk)                                               |
| 546 | Week 40 | Mark Ronson, Ghostface Killah & Nate Dogg            | Ooh wee                                              | geen notering                                        |
| 547 | Week 41 | P!nk                                                 | Trouble                                              | 22                                                   |
| 548 | Week 42 | Ferry Corsten                                        | Rock your body rock                                  | geen notering                                        |
| 549 | Week 43 | BNN & Friends                                        | 5 Jaar (en nog lang niet klaar)                      | 12                                                   |
| 550 | Week 44 | The Darkness                                         | I Believe in a Thing Called Love                     | 12                                                   |
| 551 | Week 45 | Obie Trice                                           | Got some teeth                                       | 32                                                   |
| 552 | Week 46 | Alicia Keys                                          | You Don't Know My Name                               | 20                                                   |
| 553 | Week 47 | Justin Timberlake                                    | I'm Lovin' It                                        | 27                                                   |
| 554 | Week 48 | Paul van Dyk & Vega 4                                | Time of our lives                                    | geen notering                                        |
| 555 | Week 49 | Jet                                                  | Are You Gonna Be My Girl                             | 22                                                   |
| 556 | Week 50 | Limp Bizkit                                          | Behind Blue Eyes                                     | 5                                                    |
| 557 | Week 51 | Michael Andrews & Gary Jules                         | Mad World                                            | 4                                                    |
| 558 | Week 52 | DI-RECT                                              | Don't Kill Me Tonight                                | 41                                                   |
| -   | Week 53 | Geen 3FM Megahit                                     | Geen 3FM Megahit                                     | Geen 3FM Megahit                                     |

1993 · 
1994 ·
1995 · 
1996 ·
1997 ·
1998 ·
1999 ·
2000 ·
2001 ·
2002 ·
2003 ·
2004 ·
2005 ·
2006 ·
2007 ·
2008 ·
2009 ·
2010 ·
2011 ·
2012 ·
2013 ·
2014 ·
2015 ·
2016 ·
2017 ·
2018 ·
2019 ·
2020 ·
2021 ·
2022 ·
2023 ·
2024 ·
2025